# Lucie de Lammermoor
Pour les articles homonymes, voir Lammermoor.
Cet article possède un paronyme, voir Lucia di Lammermoor.
Versions successives
- Lucie de Lammermoor est une version révisée par Donizetti de l'opéra originel Lucia di Lammermoor, créé le 26 septembre 1835 au Teatro San Carlo de Naples

Personnages
- Henri Asthon, maître de Lammermoor (baryton)
- Lucie Asthon, sa sœur (soprano)
- Edgard Ravenswood (ténor)
- Sir Arthur (ténor)
- Raimond, chapelain des Asthon (basse)
- Gilbert, écuyer de Henri (ténor)
- Dames et chevaliers, parents et vassaux des Ashton, habitants de Lammermoor, pages, veneurs, domestiques d'Ashton (chœur)

Lucie de Lammermoor est l'adaptation française en quatre actes de l'opéra Lucia di Lammermoor de Gaetano Donizetti, sur la traduction d'Alphonse Royer et Gustave Vaëz du livret original de Salvatore Cammarano tiré du roman La Fiancée de Lammermoor de sir Walter Scott. Créée le 6 août 1839 au théâtre de la Renaissance, à Paris, elle a fait un triomphe. 
Bien qu'il s'agisse d'une adaptation au goût français, et non d'une simple traduction, la version française fut nettement moins représentée que la version italienne – y compris en France – au cours du XXe siècle.

## Argument
L'action se déroule dans l'Écosse de la fin du XVIe siècle. 

### Acte I
Bien que la famille Ashton ait réussi à s'emparer des domaines de ses rivaux, les Ravenswood, la fortune de ceux-ci semble se redresser grâce au dernier survivant, Edgard. Lord Henri Ashton, de son côté, est menacé de disgrâce et y voit comme seul remède l'union de sa sœur Lucie avec Lord Arthur Bucklaw, neveu du ministre au pouvoir. Or Lucie s'est éprise d'Edgard, ce que son frère perçoit comme une double trahison. Il fait donc envoyer Edgard en mission vers la France, afin de l'éloigner, au grand dam de son âme damnée Gilbert, qui espérait toucher une coquette somme s'il en débarrassait son maître.
Avant de quitter l'Écosse, Edgard vient trouver Lucie et lui fait promettre de l'attendre. Tous deux chantent leur amour.

### Acte II
Quelques mois après l'acte 1. Lucie est restée sans nouvelles d'Edgard (leurs lettres ont en fait été interceptées par Gilbert). Quand Henri lui fait faussement croire à l'infidélité de son amant, elle est au désespoir et finit par accepter d'épouser Arthur pour sauver son frère, bien qu'elle appelle la mort de ses vœux. 
La mort dans l'âme, Lucie signe le contrat de mariage en présence d'Arthur et de nombreux vassaux des Ashton. Surgit alors Edgard, revenu de France, qui vient réclamer sa fiancée. Lorsqu'il apprend que Lucie s'est donnée à un autre, il la maudit avec toute sa famille, déclenchant le courroux et l'horreur des assistants (ce sextuor - Henry, Lucie, Gilbert, Edgard, Arthur et le chapelain Raymond - est une des scènes les plus célèbres de l'opéra). Il s'apprête à se battre seul contre la foule, mais Raymond intervient. Edgard s'enfuit.

### Acte III
La nuit suivante, alors que Lucie s'est retirée avec son époux, Edgard vient provoquer Henri en duel afin de terminer une fois pour toutes l'inimitié entre leurs familles.
Tandis que les vassaux Ashton célèbrent encore la noce, leur allégresse est interrompue par Raymond qui annonce que Lucie, folle de douleur, a perdu la raison et poignardé Arthur. Lucie paraît, sa robe nuptiale tachée de sang et l'esprit en délire : elle appelle Edgard, lui jure qu'elle ne l'a pas trahi, puis accable Henri (« Mon frère ! C'est toi qui fus mon bourreau ! »).

### Acte IV
Edgard pendant ce temps attend Henri l'épée à la main auprès du caveau des Ravenswood. Il pleure son amour perdu et attend la mort. Le chœur vient lui apprendre la folie et la mort de Lucie, et qu'elle n'a pas cessé de l'aimer. Edgard se transperce de son épée.

## Différences avec la version italienne
Lucie n'est pas la traduction littérale de Lucia. Dans la version française, Alisa (compagne de Lucia) a disparu, renforçant l'isolement de l'héroïne qui se retrouve seul personnage féminin. Le rôle du chapelain Raymond, qui lui montrait de la commisération, est également extrêmement réduit par rapport à la version italienne, au bénéfice notamment de celui d'Henri. Le veule personnage de Gilbert, quant à lui, est développé (remplaçant Alisa, il joue le rôle d'agent double auprès de Lucie, prétendant servir ses amours pour mieux la trahir).
La tessiture de la Lucie française est plus aiguë que celle de son homologue italienne, le médium moins sollicité. 
L'air « Regnava nel silenzio » est remplacé par la cavatine « Que n'avons-nous des ailes », moins sombre, tiré de l'opéra Rosmonda d'Inghilterra du même Donizetti.

## Discographie
- 2007 (opéra filmé) : Patrizia Ciofi (Lucie Ashton), Roberto Alagna (Edgard Ravenswood), Ludovic Tézier (Henri Ashton), Marc Laho (Arthur Bucklaw), Nicolas Cavallier (Raymond), Yves Saelens (Gilbert), orchestre et chœur de l'Opéra national de Lyon, Evelino Pidò, TDK.

## Dans la culture populaire
Dans le roman de Gustave Flaubert Madame Bovary (II, 15), Charles et Emma assistent à une représentation de Lucie de Lammermoor à l'opéra de Rouen.